# 白花冠唇花
白花冠唇花（学名：Microtoena albescens）为唇形科冠唇花属下的一个种。

## 扩展阅读
- 維基物種上的相關：白花冠唇花